# نبرد یخ
نبرد یخ (به آلمانی: Schlacht auf dem Eise، به روسی: Ледовое побоище و یا به استونیایی: Jäälahing.) در ۵ آوریل ۱۲۴۲ میلادی روی داد. این نبرد بیشتر بر روی دریاچه پیپوس بین قوای متحدهٔ جمهوری نووگورود و ولادیمیر-سوزدال هدایت شده توسط الکساندر نوسکی، و قوای شوالیه‌های لیوونی و Bishopric of Dorpat هدایت شده توسط Hermann of Dorpat در گرفت.
این نبرد به دلیل نتیجه‌اش که تسلط کاتولیک غربی یا ارتدکس شرقی بر ناحیه را مشخص کرد شاخص بود. در نهایت این نبرد شکست واضحی برای نیروهای کاتلیک در طی جنگ‌های صلیبی شمالی بود و لشکرکشی علیه جمهوری نووگورود و سایر نواحی روسی برای قرن بعد را به پایان رساند.
اهمیت و احتمالاً بزرگی این نبرد احتمالاً در منابع بعدی روسی بزرگ‌نمایی شده است که آن را به‌عنوان یکی از بزرگترین پیروزی‌های روسیه قرون وسطی قلمداد می‌کنند. این حادثه در فیلم داستانی سرگئی آیزنشتاین به نام الکساندر نوسکی (۱۹۳۸ میلادی) به‌تصویر کشیده شده است که بعدها تصویر محبوب ولی غیردقیقی از نبرد ساخت.
بیرونی نووگورود امروزه در روسیه به‌عنوان یکی از روزهای افتخار نظامی به یاد آورده می‌شود.